# فارسون
فارسون (به لاتین: Farsund) یک شهر در نروژ است که در وست آدر واقع شده‌است.

## خصوصیات
فارسون ۲۶۲٫۴ کیلومترمربع مساحت و ۹٬۴۳۳ نفر جمعیت دارد.

## خواهرخوانده
شهر Kristinehamn Municipality خواهرخواندهٔ فارسون هست.